# Maciej Gołąb

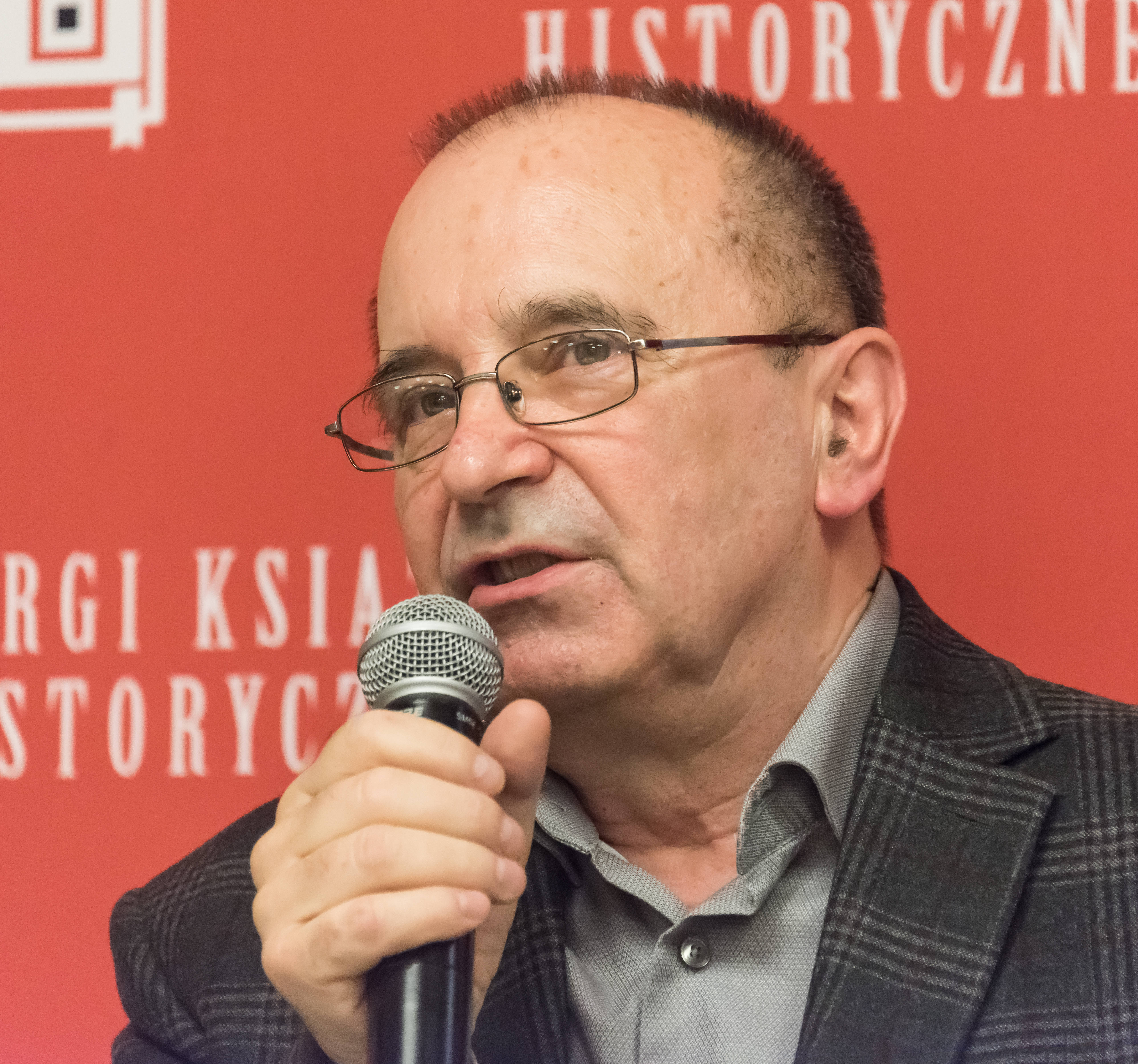
Maciej Gołąb (2022)

Maciej Gołąb (* 25. Oktober 1952 in Lębork) ist ein polnischer Musikwissenschaftler.

## Leben
Maciej Gołąb studierte ab 1971 Musikwissenschaft an der Universität Warschau bei Józef Michał Chomiński und Zofia Lissa. Er wurde nach einer Dissertation über die Geschichte der Theorie der Zwölftontechnik promoviert (1981). 1990 habilitierte er an der Universität Warschau mit einer Arbeit über Chopins Harmonik. Nach einer Tätigkeit als wissenschaftlicher Assistent lehrte Gołąb von 1994 bis 2003 als Professor für Musikwissenschaft an der Universität Warschau. 2003 wurde er Ordinarius für Musikwissenschaft an der Universität Breslau. Gołąb versah zwei Gastprofessuren: an der Indiana University Bloomington (1999) und Johannes Gutenberg-Universität Mainz (2001).
Seine Forschungsschwerpunkte sind die Musik des 19. Jahrhunderts, speziell Chopin, und des 20. Jahrhunderts (musikalische Moderne), Musiktheorie, Musikästhetik und Musikanalyse.

## In Polnisch selbst verfasste Schriften
- Dodekafonia. Studia nad teorią i kompozycją pierwszej połowy XX wieku (Dissertation), Bydgoszcz 1987, ISBN 83-7003-656-2.
- Chromatyka i tonalność w muzyce Chopina (Habilitationsschrift), Warschau 1990 (preprint), 2. Auflage Kraków 1991, ISBN 83-224-0449-2.
- Józef Koffler, Kraków 1995, ISBN 83-7099-030-4.
- Spór o granice poznania dzieła muzycznego, Wrocław 2003, ISBN 83-229-2400-3, 2. Auflage Toruń 2012, ISBN 978-83-231-2760-4.
- Józef Michał Chomiński. Biografia i rekonstrukcja metodologii, Wrocław 2008, ISSN 1895-572X,
- Muzyczna moderna w XX wieku. Między kontynuacją, nowością a zmiana fonosystemu (Wrocław 2011), ISBN 978-83-229-3249-0,
- Mazurek Dąbrowskiego. Muzyczne narodziny hymnu (Warszawa 2021), ISBN 978-83-962160-8-3.

## In Deutsch und Englisch selbst verfasste Schriften
- Chopins Harmonik. Chromatik in ihrer Beziehung zur Tonalität, deutsche Übersetzung: B. Hirszenberg, Köln 1995, ISBN 3-931430-00-6.
- Józef Koffler. Compositional Style and Source Documents, englische Übersetzung: M. Kapelański, L. Schubert und M. Żebrowski, Los Angeles 2004, ISBN 0-916545-07-5.
- Musical Work Analysis. An Epistemological Debate, englische Übersetzung: W. Bońkowski, Frankfurt am Main, Berlin, Bern, Bruxelles, New York, Oxford, Wien 2008, ISBN 978-3-631-57386-0.
- Twelve Studies in Chopin. Style, Aesthetics and Reception, englische Übersetzung: W. Bońkowski, J. Comber and M. Kapelański, Frankfurt am Main, Berlin, Bern, Bruxelles, New York, Oxford, Warszawa, Wien 2014, ISBN 978-3-631-65619-8.
- Musical Modernism in the Twentieth Century. Between Continuation, Innovation and Change of Phonosystem, englische Übersetzung: W. Bońkowski, Frankfurt am Main, Berlin, Bern, Bruxelles, New York, Oxford, Warszawa, Wien 2015, ISBN 978-3-631-62918-5 hb.

## Herausgegebene Schriften
- Przemiany stylu Chopina, hrsg. von Maciej Gołąb, Kraków 1993, ISBN 83-7099-003-7.
- Muzykologia we Wrocławiu. Ludzie – historia – perspektywy, hrsg. von Maciej Gołąb, Wrocław 2005, ISSN 0239-6661.
- Chopin w kulturze polskiej, hrsg. von Maciej Gołąb, Wrocław 2009, ISSN 0239-6661.